# Fallah Rabu
Fallah Rabu – miejscowość w Syrii, w muhafazie Ar-Rakka, w dystrykcie As-Saura. W 2004 roku liczyła 2638 mieszkańców.